# Dionizije Dvornić
Dionizije Dvornić (Baranyabán, Szerb-Horvát-Szlovén Királyság, 1926. április 27. – Vevey, Svájc, 1992. október 30.) horvát labdarúgócsatár.
A jugoszláv válogatott tagjaként részt vett az 1954-es labdarúgó-világbajnokságon.